# Suki Waterhouse
Alice Suki Waterhouse (Londra, 5 gennaio 1992) è una modella, attrice e cantante britannica.

## Carriera

### Modella
Suki Waterhouse è rappresentata dall'agenzia di moda NEXT Model Management. In breve tempo diventa un volto noto nell'industria della moda, ottenendo le copertine delle riviste più importanti del settore come Vogue, Elle, Marie Claire, InStyle, L'Officiel, Grazia, Glamour, Allure, Vanity Fair e Tatler. Sfila per noti importanti dell'alta moda come Burberry, Alexander Wang, Miu Miu e Balenciaga. Prende parte alle campagne pubblicitarie di Swatch, Pepe Jeans, Salvatore Ferragamo, Tommy Hilfiger, H&M e Matthew Williamson. Nel 2014 viene nominata modella dell'anno agli Elle Style Awards.

### Attrice
Nel 2012, recita nel cortometraggio Rachael e nel film Pusher. Nel 2014, interpreta il suo primo ruolo importante, quello di Bethany Williams, nel film Scrivimi ancora, a fianco a Lily Collins e Sam Claflin. Ha interpretato Marlene nel sequel di Divergent, Insurgent, nel 2015. Nel 2019 è protagonista del quarto episodio della prima stagione di Into the Dark, intitolato L'ultimo capodanno. Nel 2023 ottiene la parte di Karen, tastierista del gruppo Daisy Jones & The Six, nell'omonima miniserie tv prodotta da Amazon Prime Video

### Cantante
Nel 2016 pubblica la sua prima canzone Brutally sotto l'etichetta discografica SUB POP, e a seguire le canzoni Valentine, Coolest place in the world e Johanna. Nel 2022 pubblica il suo album di debutto I Can't let Go, che contiene i singoli Moves e My Mind. Sempre nel 2022 pubblica il suo primo ep Milk Teeth, che contiene la hit Good Looking, unitamente ai singoli precedenti e a un singolo inedito intitolato Neon Signs.

## Vita privata
Waterhouse ha avuto una relazione dal 2011 al 2013 con il cantante Miles Kane, dal 2013 al 2015 con l’attore Bradley Cooper e dal 2016 al 2018 con l’attore Diego Luna. 
Dal 2018 ha una relazione con l’attore Robert Pattinson. Nel 2024 nasce la prima figlia della coppia.

## Filmografia

### Cinema
- Rachael, regia di Rankin – cortometraggio (2012)
- Pusher, regia di Luis Prieto (2012)
- Scrivimi ancora (Love, Rosie), regia di Christian Ditter (2014)
- The Divergent Series: Insurgent, regia di Robert Schwentke (2015)
- PPZ - Pride + Prejudice + Zombies (Pride and Prejudice and Zombies), regia di Burr Steers (2016)
- The Bad Batch, regia di Ana Lily Amirpour (2016)
- Absolutely Fabulous - Il film (Absolutely Fabulous: The Movie), regia di Mandie Fletcher (2016)
- Assassination Nation, regia di Sam Levinson (2018)
- Jonathan, regia di Bill Oliver (2018)
- Future World, regia di James Franco e Bruce Thierry Cheung (2018)
- Billionaire Boys Club, regia di James Cox (2018)
- Charlie Says, regia di Mary Harron (2018)
- Pokémon: Detective Pikachu, regia di Rob Letterman (2019)
- Killers Anonymous, regia di Martin Owen (2019)
- Un giorno di pioggia a New York (A Rainy Day in New York), regia di Woody Allen (2019)
- Burn - Una notte d'inferno (Burn), regia di Mike Gan (2019)
- Il concorso (Misbehaviour), regia di Philippa Lowthorpe (2020)
- La galleria dei cuori infranti (The Broken Hearts Gallery), regia di Natalie Krinsky (2020)
- Creation Stories, regia di Nick Moran (2021)
- Seance - Piccoli omicidi tra amiche (Seance), regia di Simon Barrett (2021)
- Persuasione, regia di Carrie Cracknell (2022)
- Dalíland, regia di Mary Harron (2022)

### Televisione
- Material Girl – serie TV, episodio 1x04 (2010)
- The White Princess, regia di Jamie Payne e Alex Kalymnios – miniserie TV, 5 puntate (2017)
- Into the Dark – serie TV, episodio 1x04 (2018)
- Daisy Jones & The Six, regia di James Ponsoldt e Nzingha Stewart – miniserie TV (2023)

## Discografia

### Album in studio
- 2022 – I Can't Let Go
- 2024 – Memoir of a Sparklemuffin

### EP
- 2022 – Milk Teeth

### Singoli
- 2016 – Brutally
- 2018 – Valentine
- 2019 – Coolest Place in the World
- 2019 – Johanna
- 2021 – Moves
- 2022 – Good Looking
- 2022 – Nostalgia
- 2023 – To Love
- 2023 – Every Day's A Lesson In Humility (con i Belle and Sebastian)
- 2024 – OMG
- 2024 – My Fun
- 2024 – Faded
- 2024 – Supersad
- 2024 – Blackout Drunk
- 2024 – Model, Actress, Whatever
- 2025 – Dream Woman
- 2025 – On This Love

### Collaborazioni
- 2023 – NYE (Local Natives feat. Suki Waterhouse)
- 2025 – Purposely relapsing for attetion (Jordan Firstman feat. Suki Waterhouse) da Secret
- 2025 – The Bruise (Damiano David feat. Suki Waterhouse) da Funny Little Fears

## Tournée
- 2022 – I Can't Let Go Spring 2022 Tour
- 2022 – UK/EU Tour
- 2023 – Coolest Place In The World Tour
- 2023 – Fall Tour
- 2024 – The Sparklemuffin Tour

## Doppiatrici italiane
Nelle versioni in italiano delle opere in cui ha recitato, Suki Waterhouse è stata doppiata da:
- Chiara Gioncardi in Scrivimi ancora, Un giorno di pioggia a New York
- Valentina Stredini ne Il concorso, Dalíland
- Maria Giulia Ciucci in The Divergent Series: Insurgent
- Ludovica Bebi in PPZ - Pride + Prejudice + Zombies
- Valentina Marini in The Bad Batch
- Chiara Oliviero in The White Princess
- Emanuela D'Amico in Into the Dark
- Beatrice Caggiula in Daisy Jones & The Six